# Giovane donna
Giovane donna è un dipinto a olio su tela (65 x50 cm) realizzato nel 1918 dal pittore italiano Amedeo Modigliani.
Fa parte della collezione Bührle che si trova a Zurigo